# Харцгероде
Харцгероде (њем. Harzgerode) град је у њемачкој савезној држави Саксонија-Анхалт. Једно је од 20 општинских средишта округа Харц. Према процјени из 2010. у граду је живјело 8.312 становника. Посједује регионалну шифру (AGS) 15085145, NUTS (DEE09) и LOCODE (DE HGO) код.

## Географски и демографски подаци
Харцгероде се налази у савезној држави Саксонија-Анхалт у округу Харц. Град се налази на надморској висини од 395 метара. Површина општине износи 150,6 km². У самом граду је, према процјени из 2010. године, живјело 8.312 становника. Просјечна густина становништва износи 55 становника/km².